# Joachim Strahl
Joachim Balthasar Strahl, född omkring 1710 död okänt år, var en svensk lärfttryckare, formskärare och tapetmålare.
Han var gift med Charlotta Tiquet. Strahl ansökte 1741 om privilegium att utföra tapettryck i Stockholm. Då rätten fann de uppvisade tapeterna både vackra och välgjorda och inga av de privilegierade tapetmålarna hade några invändningar beviljades han sitt tillstånd samma år. Hans arbeten består av vaxdukstapeter med figurer tryckta i berlinerblått. 